# Saint-Martial-sur-Isop
Saint-Martial-sur-Isop é uma comuna francesa na região administrativa da Nova Aquitânia, no departamento de Alto Vienne. Estende-se por uma área de 23,44 km². Em 2010 a comuna tinha 142 habitantes (densidade: 6,1 hab./km²).